# Cēsis
Cēsis ( výslovnost, rusky Цесис, německy Wenden, estonsky Võnnu, zastarale česky též Venden) je město a kraj v Lotyšsku ležící na řece Gauja. Žije v něm přibližně 18 000 obyvatel a je centrem stejnojmenného lotyšského kraje.

## Historie
V roce 1209 zde Řád mečových bratří založil hrad Cēsis.
Ve středověku bylo hanzovním městem.
O město v červnu 1919 bojovalo společné vojsko Lotyšů a Estonců ve válce za nezávislost. Pětidenní bitvu vyhrálo, a dosáhlo tak rozhodujícího vítězství ve válce. Během druhé světové války se zde nacházelo německé polní letiště.